# Zorro mezzo e mezzo
Zorro mezzo e mezzo (Zorro, the Gay Blade) è un film del 1981, diretto da Peter Medak.

## Trama
Diego de la Vega tornato in California dalla Spagna, dopo aver ricevuto una lettera dal padre che lo richiama in patria, viene informato che il genitore è morto in un incidente e il capitano della guardia spagnola ha preso il suo posto di Alcalde pro tempore. A casa scopre che il padre era Zorro e legge sue ultime volontà: Diego o il fratello continuassero la sua missione di eroe contro le ingiustizie. Diego assume le vesti di Zorro e sì adopera per restituire al popolo il denaro ingiustamente estorto dall'attuale comandante. In una di queste azioni, compiacendosi della folla che lo acclamava, si distrae e cade dal tetto di un palazzo, si rompe una gamba ed è costretto a smettere di lottare, impotente di fronte alle guardie continuano a uccidere e torturare i cittadini per estorcere balzelli. Un giorno arriva il fratello, ormai inglese di nazionalità e dai modi piuttosto aristocratici, perché il padre, essendo il figlio gay, lo aveva fatto diventare ufficiale della Royal Navy per renderlo un "uomo". Diego è felicissimo, gli fa leggere il testamento e gli chiede di prendere il suo posto di Zorro, perché il padre era stato una meravigliosa guida del popolo ma per quando lui si sarebbe rimesso non sarebbe rimasto molto popolo da guidare. Buby è riluttante, perché contrario alla violenza, incapace di schermire e sparare e perché l'idea di scontrarsi con "estranei e cafoni" non lo attrae, ma poi, incalzato ammette di "raggiungere qualche risultato" con la frusta. In realtà è molto abile a soggiogare le guardie con la frusta e incomincia a compiere numerose imprese contro il regime militare facendo impazzire il comandante anche perché trovando il classico costume di Zorro "smorto" e "demodé" preferisce travestirsi nella stessa foggia ma in colori sgargianti e con abbellimenti quali pon-pon, frange, fiori e ornamenti vari, inducendo il comandante a credere che dietro l'abbigliamento estroso ci sia un messaggio nascosto.